# Leioproctus subdolus
Leioproctus subdolus là một loài Hymenoptera trong họ Colletidae. Loài này được Cockerell mô tả khoa học năm 1913.